# Tämta kyrka
Tämta kyrka är en kyrkobyggnad i norra delen av Borås kommun. Den tillhör sedan 2010 Fristads församling (tidigare Tämta församling) i Skara stift.

## Kyrkobyggnaden
Statsmakten bestämde 1830 att Tämta och Vänga socken inte längre fick underhålla sina medeltidskyrkor utan de skulle bygga en gemensam. I Tämta var man emot detta och lyckades få tillstånd att bygga en egen kyrka. Byggnaden ritades av arkitekten Thor Medelplan  i en stil som är en blandning av empir och nygotik och den färdigställdes 1865 på en ny plats. Därmed kunde medeltidskyrkan rivas. Den formella invigningen kom att dröja till oktober 1875.
Kyrkan är byggd i sten med ett torn och med ett smalare tresidigt kor. Två vapenhus flankerar tornet. Kyrkorummet har tredingstak och slutna bänkar. De tre korfönstren murades igen vid restaureringen 1949 och Einar Forseth utförde målningar med motiv från Golgata i nischerna. Man målade om invändigt och reducerade antalet sittplatser. Sakristian flyttades från sin plats bakom altaret till vapenhuset. 

## Inventarier
- Dopfunt av sandsten tillverkad omkring år 1200 i två delar med höjden 84,5 cm. Cuppan är cylindrisk, skrånande nedåt och med svagt konkav undersida. Upptill och nedtill stliserade repstavar. Foten är rund, uppåt konformad och avslutas med en kraftig repstav. Centralt uttömningshål.[2] Funten härstammar från Tämta gamla kyrka.
- En tronande madonnaskulptur från 1200-talet, utförd i ek och 78 cm hög, förvaras i Borås museum.[3]
- Predikstolen i barock är från 1600-talet och har målningar utförda av Detlef Ross.

### Klockor
- Storklockan är av en senmedeltida normaltyp utan inskrift och dekor.
- Lillklockan lär ha hängt i den 1885 rivna kyrkan. Dess ålder är oviss.[4]

### Orgel
- Kyrkan fick sin orgel, placerad på läktaren i sydväst, 1972. Den är tillverkad av Hammarbergs Orgelbyggeri AB och har åtta (egentligen 7½) stämmor fördelade på manual och pedal. Fasaden har 25 ljudande pipor. Kyrkans första orgel var ett harmonium, som står kvar i kyrkorummet.[5]